# 藤井英治
藤井 英治（ふじい えいじ、1946年〈昭和21年〉4月28日 - ）は、日本のヤクザ。東京都に本部を置く暴力団・五代目國粹会会長であり、上部団体にあたる特定抗争指定暴力団・六代目山口組では顧問（2025年4月 - ）を務めている。本名は丸橋 芳夫（まるはし よしお）。

## 来歴

### 生い立ち
1946年（昭和21年）、大阪の河内（現在の東大阪市）に生まれる。高校時代は甲子園常連校で野球部に所属するも、喧嘩沙汰を起こして中退。家出後、愚連隊として三重、名古屋、東京などの各地を転々としたのち、1965年（昭和40年）に長野の岡谷に流れ着く。そこで信州斉藤一家三代目総長・伊藤芳和の知遇を得たことでヤクザとなる。

### 斉藤一家時代
1984年（昭和59年）には五代目信州斉藤一家で諏訪及びに岡谷の『貸元』を任され、同時に『総長代行』の役に就任。上部団体の日本国粋会では『副理事長』や『副会長』を歴任する。そして1990年（平成2年）に44歳で信州斉藤一家の六代目を継承した。
更に1991年（平成3年）には、日本国粋会『組織委員長』に就任。同年に工藤和義を首領に据えた四代目國粹会が発足すると、『幹事長』、『理事長』を歴任し、工藤の右腕として活動した。

### 國粹会跡目継承・山口組直参昇格
國粹会が山口組へと加入した約1年半後の2007年（平成19年）2月15日に工藤四代目が急死したことにより、藤井が3月5日に國粹会の五代目を継承し、六代目山口組の直参に昇格した。なお、継承式は4月19日に信州斉藤一家本部事務所にて執り行われた。
2009年（平成21年）2月に山口組『幹部』となった。幹部時代は司忍ら組最高幹部の警護等を担当し、さらに2011年（平成23年）には『若頭補佐』に昇格した。当時、関東地方の山口組傘下組織の中でも執行部メンバーが率いる団体が藤井の國粹会のみであったことから、関東ブロック長も兼任した。
2025年（令和7年）4月の人事では、若頭補佐から舎弟に直り『顧問』に就任。この人事では、六代目体制の発足から20年にわたって若頭の座にあった髙山清司が竹内照明に交代するなど、組織の根本的な若返りが狙いと捜査関係者は見ており、執行部を退任した藤井の代わりに若頭付きだった豪友会会長の加藤徹次（1966年生）が若頭補佐に昇格している。2025年5月14日、六代目山口組幹部の落合金町連合佐藤光男会長が若頭補佐に昇格、関東ブロック長に就任した。